# Das Werner-Rennen

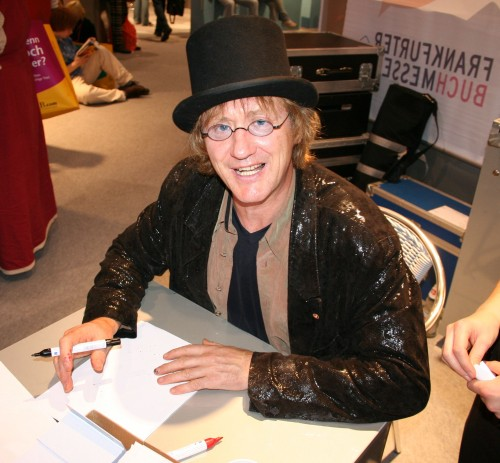
Rötger Feldmann (2006)

Das Werner-Rennen fand am 4. September 1988 auf dem Flugplatz Hartenholm in der schleswig-holsteinischen Gemeinde Hasenmoor statt. Dabei trat der Comicautor Rötger „Brösel“ Feldmann auf einem eigens für das Rennen gebauten Motorrad gegen den Kieler Gastwirt Holger „Holgi“ Henze in dessen rotem 1967er Porsche 911 an. Henze gewann das Rennen.

## Vorgeschichte

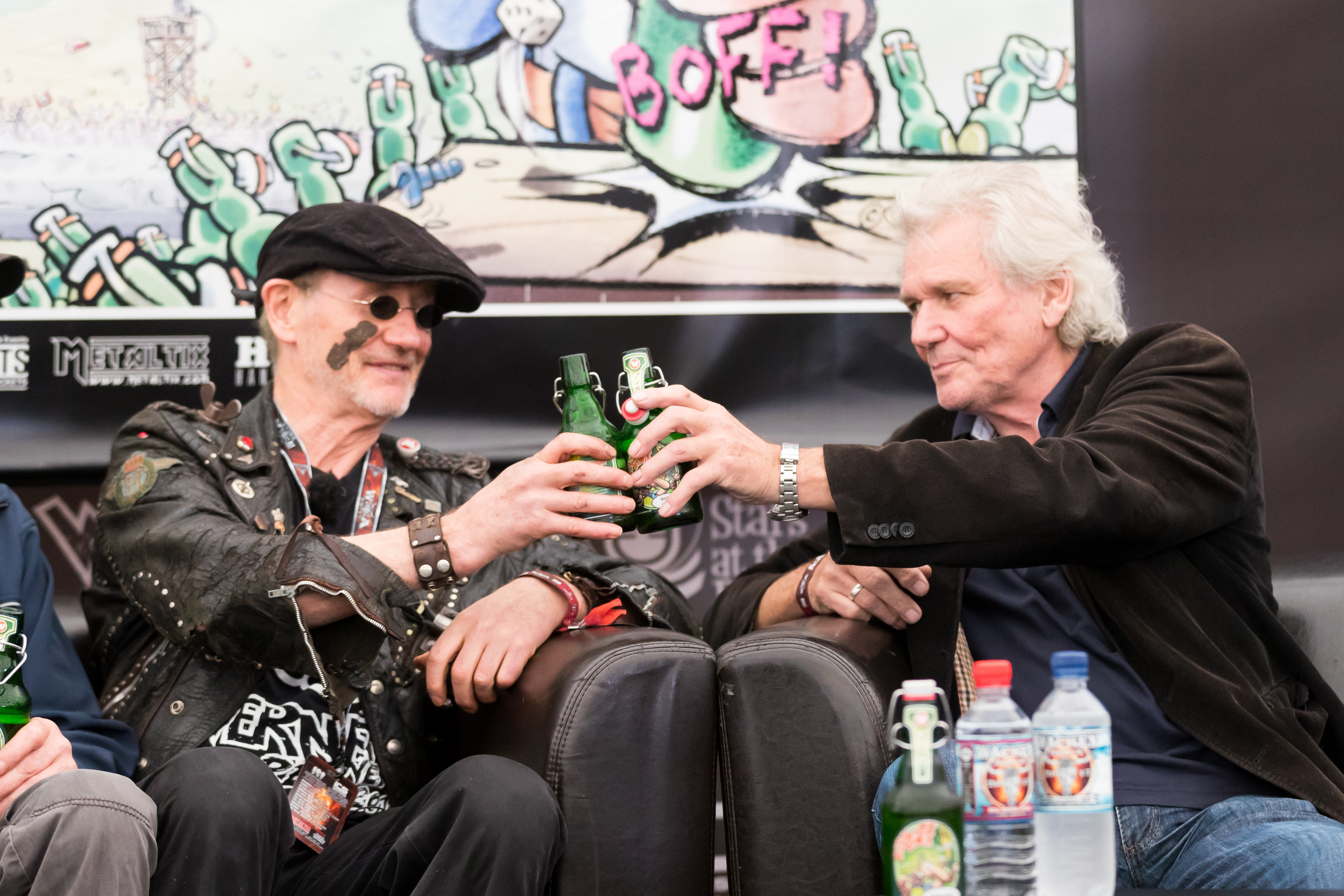
„Brösel“ und „Holgi“ auf der Pressekonferenz beim Wacken Open Air 2017

1985 hatte Rötger Feldmann in seinem Comic Werner – Eiskalt!, dem vierten Band der Werner-Reihe, eine Wette zwischen ihm und seinem Freund Holger Henze thematisiert. Dabei ging es um ein Rennen, bei dem Werner mit dem Red Porsche Killer, einem selbst gebauten, von vier Horex-Motoren angetriebenen Motorrad gegen Holgis roten Porsche 911 antrat.

## Der Red Porsche Killer

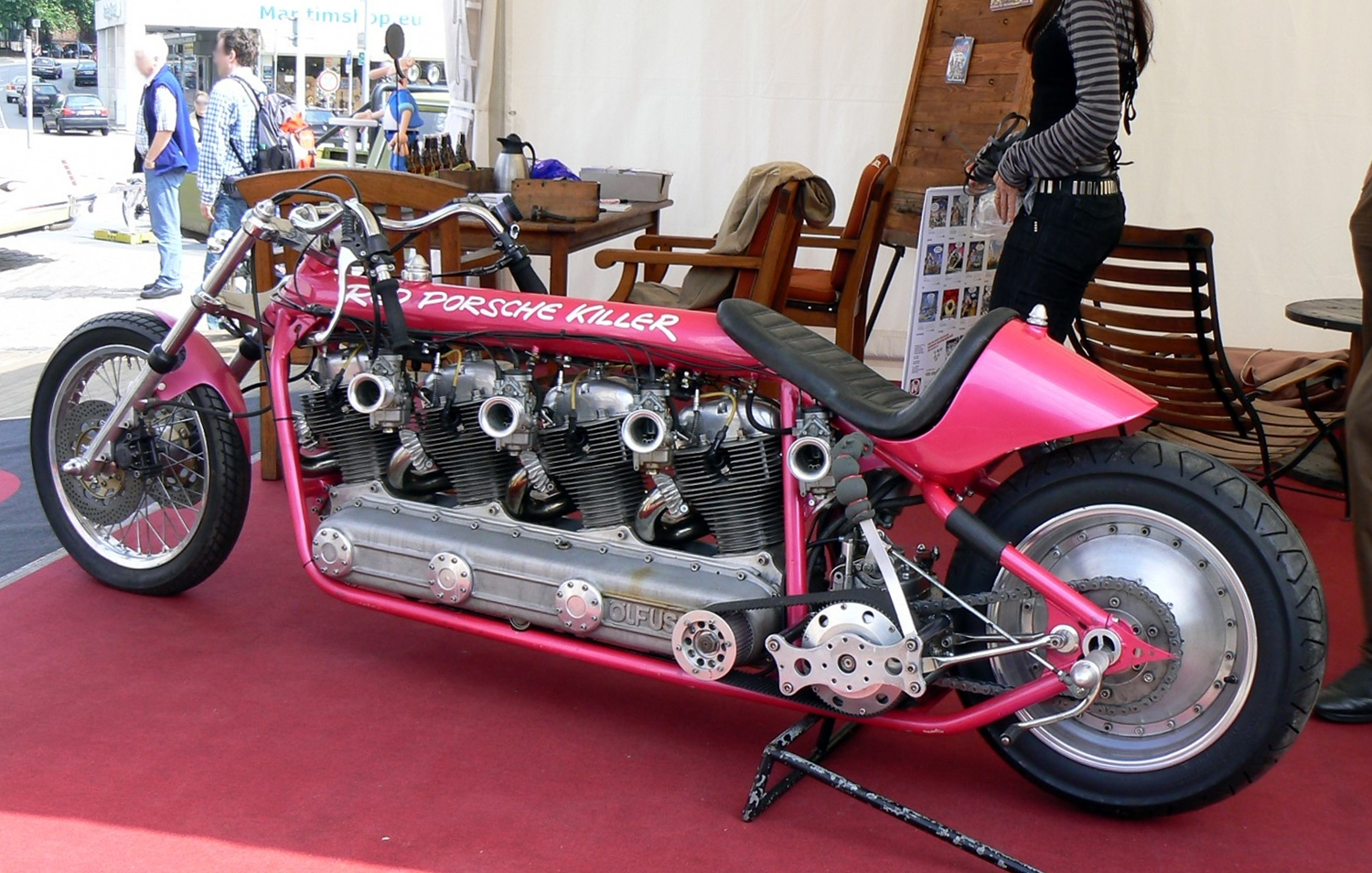
Der Red Porsche Killer

Nachdem die Idee aufgekommen war, diese Fiktion Realität werden zu lassen, benötigte Feldmanns Freund Wolfgang „Ölfuß“ Ußleber drei Jahre, um den Red Porsche Killer zu bauen. Ursprünglich sollten für das Motorrad einfach von vier Motoren der Horex Regina die Getriebe entfernt und die Kurbelwellen über Ketten miteinander verbunden werden. Letztlich wurden Aluzylinder, Kurbelwellen, Pleuel, Lager und Kurbelwangen speziell für die Maschine angefertigt. Außerdem wurde ein Harley-Davidson-Getriebe aus dem Dragstersport sowie eine Brembo-Bremsanlage mit drei Bremsscheiben verbaut. Der Motor leistet 112 kW (152 PS).
Die Gesamtkosten beliefen sich auf 280.000 DM.

## Das Rennwochenende

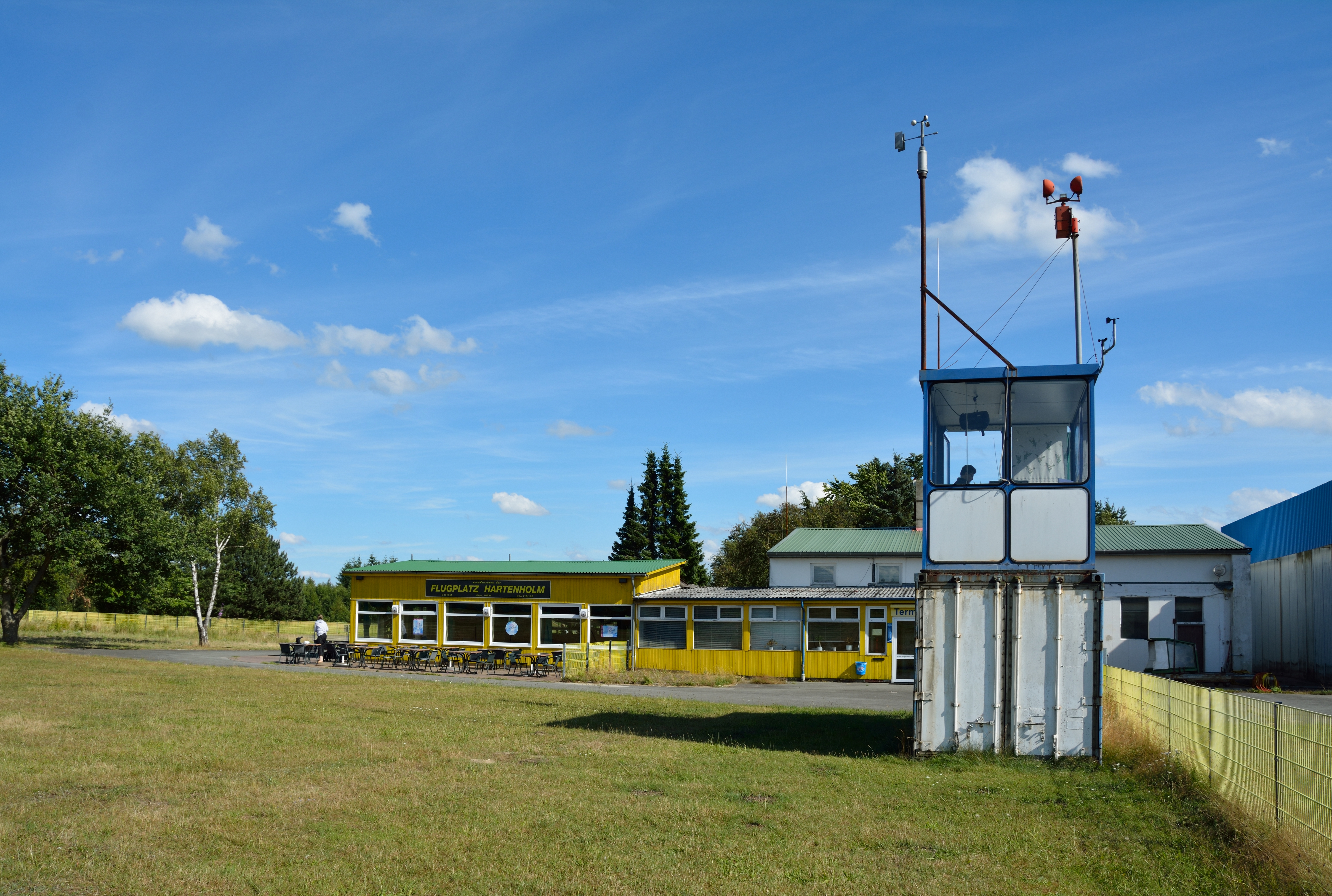
Flugplatz Hartenholm

Ursprünglich war geplant, das Rennen auf einem Teilstück der damals noch nicht eröffneten Autobahn 210 zwischen Kiel und Rendsburg durchzuführen, wofür die Organisatoren jedoch keine Genehmigung erhielten. Tatsächlicher Veranstaltungsort wurde deshalb der Flugplatz Hartenholm. Das von Feldmanns Verleger zusammen mit Hermann Joha geplante dreitägige Festival fand am ersten Septemberwochenende 1988 statt. Im Rahmenprogramm spielten BAP, Schroeder Roadshow, Torfrock und Roger Chapman. Das Konzert wurde von der hannoverschen Band Bartel und die Pappnasen eröffnet, die den Song Wir setzen auf Werner für das Rennen komponiert hatten. Daneben gab es Vorführungen der Hell-Driver-Show, Stunts mit einem LKW der Flensburger Brauerei, Motorradfahrten auf dem Hochseil, Bullenreiten, Zirkusvorführungen und die Wahl des „schönsten Motorrades ohne gültigen TÜV-Stempel“.
Im Vorverkauf waren etwa 100.000 Eintrittskarten abgesetzt worden. Am Eröffnungstag reisten dann tatsächlich etwa 200.000 Besucher an, womit die Veranstalter nicht gerechnet hatten. Dies führte zu Staus und massiven Verkehrsbehinderungen auf der A 7 und der B 206, die noch dadurch verstärkt wurden, dass am selben Tag Peter Maffay im Bad Segeberger Kalkbergstadion auftrat. An den Kassen und Eingängen, wo die Besucher durchsucht wurden, kam es zu Staus, und nach lautstarken Protesten wurden die Eingänge komplett geöffnet und jeder Besucher, auch ohne Eintrittskarte, auf das Veranstaltungsgelände gelassen.
Für den Ordnungsdienst beauftragten die Veranstalter den Moto-Clan MC Düsseldorf, der jedoch aufgrund seiner verhältnismäßig geringen Mitgliederzahl den Bones MC Mannheim um Unterstützung bat.

## Das Rennen
Das eigentliche Rennen ging über 600 Meter und dauerte lediglich 20 Sekunden. Nachdem Feldmann auf seinem Red Porsche Killer auf den ersten 50 Metern vorne gelegen hatte, gewann am Ende Henze in seinem auf 215 PS getunten Porsche deutlich. Rötger Feldmann erklärte später, dass er sich verschaltet habe und im zweiten statt im ersten Gang gestartet sei und deshalb während des Rennens mehrfach versucht habe, in den vierten Gang zu schalten, ohne zu bemerken, dass er diesen bereits eingelegt hatte. Zudem hatten seine Beine die Ansaugrohre (Zitat: „Snüffelstücke“) des vierten Motors abgedeckt, sodass dieser zu wenig Luft bekam.

## Nachwirkungen
Die Überfüllung des Veranstaltungsgeländes führte zu chaotischen Verhältnissen. Besucher campierten teilweise in Straßengräben. Weil die Entsorgungsdienste nicht an das Gelände herankamen, um die 600 aufgestellten mobilen Toiletten zu leeren, verrichteten viele Menschen ihre Notdurft in den Vorgärten von Anwohnern. Es wurden Autos und Strohballen abgebrannt und nachts Feuer mit in der Umgegend abgebauten Gartenzäunen entzündet.
Sanitäter versorgten etwa 1500 Verletzte, von denen 20 stationär aufgenommen werden mussten. Insgesamt verblieben auf dem Gelände 1500 Kubikmeter Müll, dessen Abtransport zwei Wochen dauerte. Hasenmoors damaliger Bürgermeister Kurt Böge sagte nach Angaben des NDR: „Die Veranstalter ziehen ab – und unser Dorf bleibt beschissen zurück.“
Der Veranstalter wollte 25.000 DM an Greenpeace spenden, die Organisation lehnte dies jedoch ab, weil sie mit dem Rennen, „das die Natur erheblich belastet“, nichts zu tun haben wollte.
Rötger Feldmann verarbeitete das Geschehen im 1988 erschienenen Buch Werner – Das Rennen.

## Neuauflage 2004

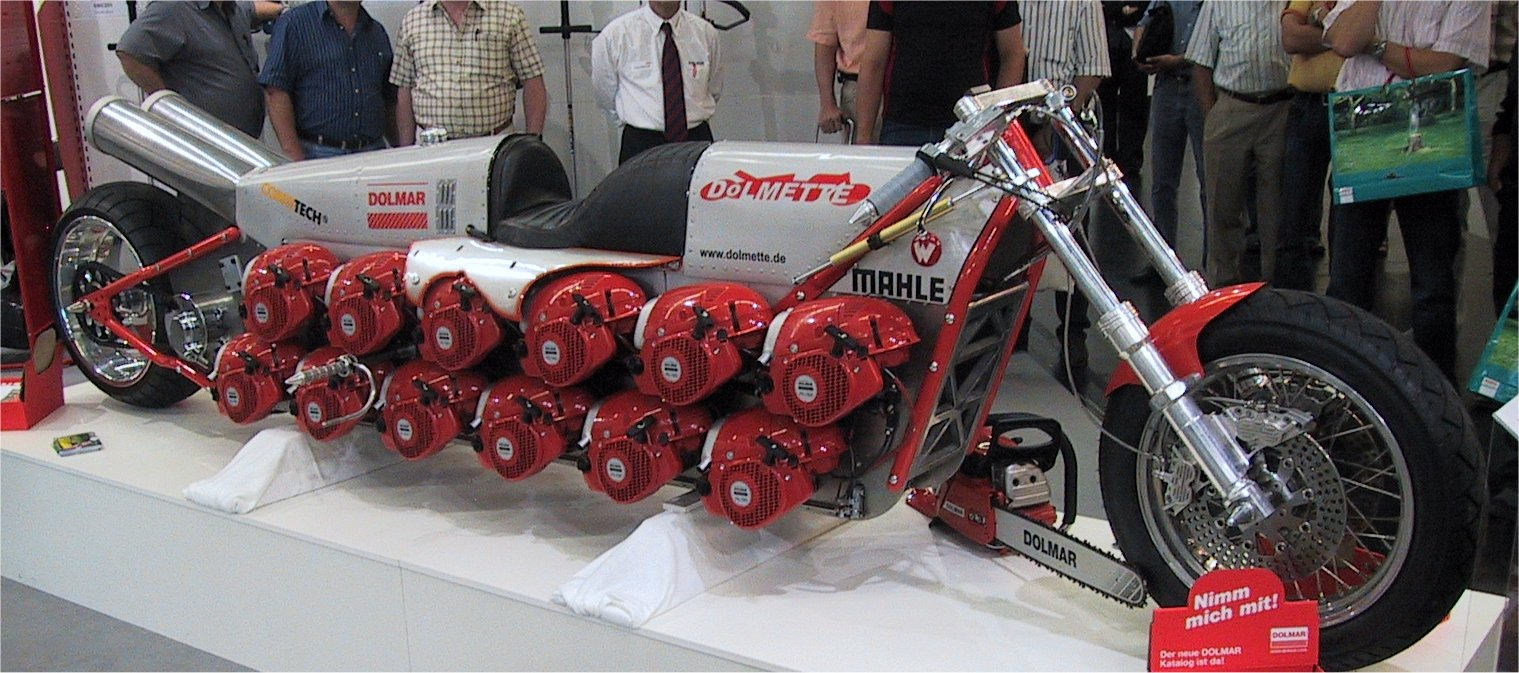
Die Dolmette

Im September 2004 kam es auf dem Lausitzring zu einer Neuauflage des Rennens. Auf dem dreitägigen Festival traten vor 30.000 Besuchern – wie schon 16 Jahre zuvor – Torfrock und Roger Chapman auf sowie unter anderem die Puhdys, J.B.O., Apocalyptica, Motörhead, In Extremo und Dick Brave and the Backbeats. Rötger Feldmanns Bruder Andi Feldmann trat auf der Dolmette, einem nach Ideen von Brösel gebauten Motorrad, das von 24 Dolmar-Kettensägenmotoren angetrieben wird, gegen die Schweizer Rennfahrerin Christina Surer in einem Abt Audi AS400 an. Er verlor ebenso wie Rötger Feldmann, der aufgrund technischer Probleme bei drei Startversuchen jeweils nach wenigen Metern stehenblieb.

## Zweite Neuauflage 2018 und 2019

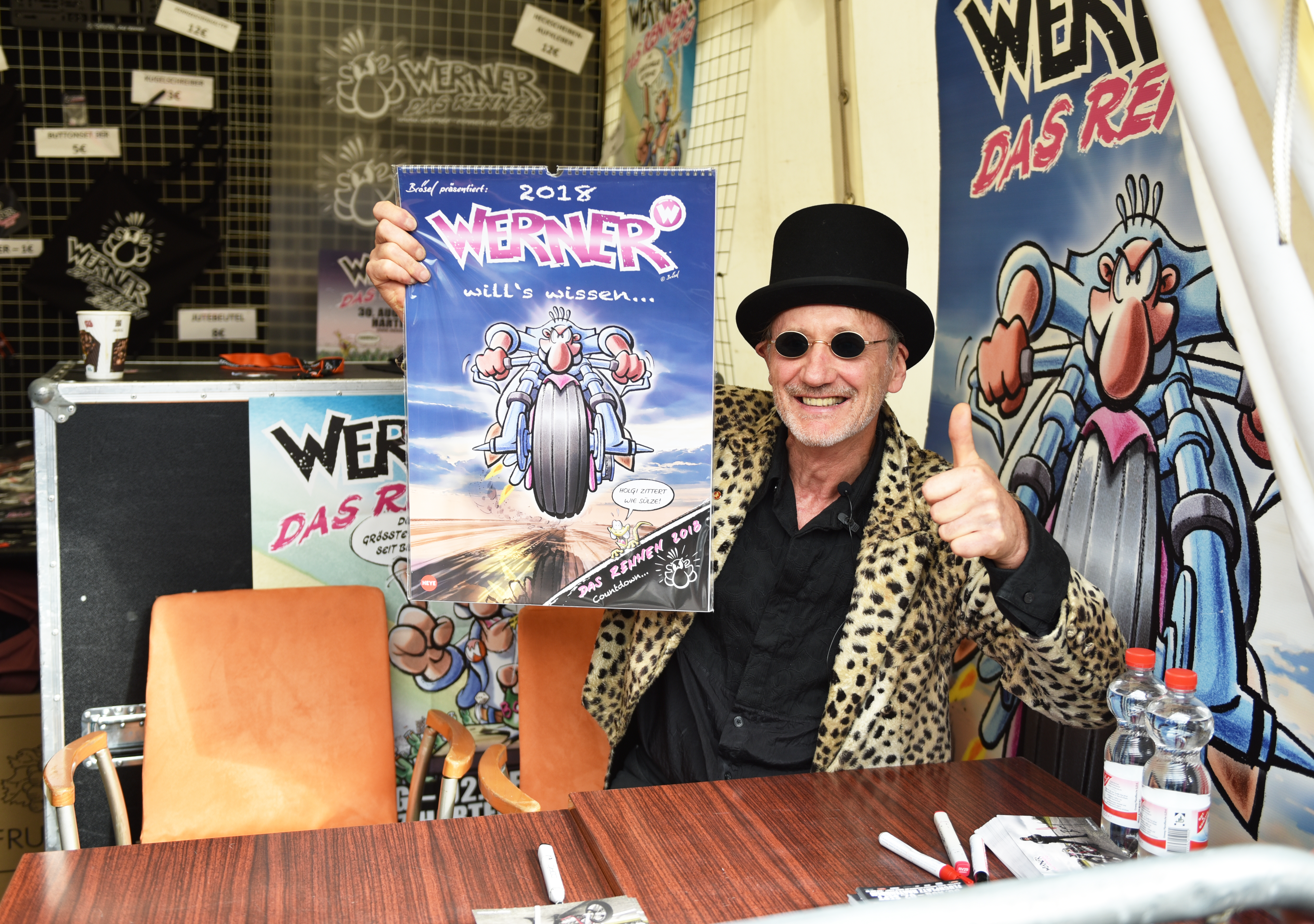
Rötger Feldmann bei der Präsentation seines Rennens 2018

Am 12. Mai 2017 wurde in der Wach-Mittmann-Show bei Radio Schleswig-Holstein bekanntgegeben, dass es zum 30. Jubiläum eine Neuauflage des Rennens geben werde. Dieses fand vom 30. August bis zum 2. September 2018 wieder auf dem Flugplatz Hartenholm statt.
Wie 30 Jahre zuvor trat der 67er Porsche 911 gegen den Red-Porsche-Killer an, der allerdings mit moderner Technik von Rötgers Bruder Andi weiterentwickelt wurde. Der vierte Motor bekam (Zitat) „Umbiegungssnüffelstücke“ – im typischen Werner-Slang steht dies für nach hinten gerichtete Ansaugrohre, die so nicht mehr von den Beinen des Fahrers abgedeckt werden können. Rötger Feldmann gewann das Rennen auf der 200 Meter langen Strecke nach gut zehn Sekunden.
Parallel dazu wurden auf vier Rennstrecken Drag Races, Stock-Car-Rennen und Motocross-Wettbewerbe veranstaltet. Für das musikalische Rahmenprogramm auf vier Bühnen sorgten – ebenfalls wie 30 Jahre zuvor – Niedeckens BAP und Torfrock sowie u. a. Otto & die Friesenjungs und Doro. Außerdem wurden 100 Imbiss-, Getränke- und Merchandisebuden sowie ein Riesenrad aufgestellt. Der Eintrittspreis lag bei 150 Euro. Die zweite Ausgabe des Events fand zwischen dem 29. August und dem 1. September 2019 statt, rund 45.000 Besucher waren zugegen.